# Limbach (Westerwald)
Acest articol se referă la o localitate din districtul Westerwald din Renania-Palatinat. Pentru alte sensuri vezi Limbach.
Limbach este o comună din districtul Westerwald, landul Renania-Palatinat, Germania. Deoarece există mai multe localități cu acest nume, când este nevoie se precizează astfel: Limbach (Westerwald).
1. ↑  Alle politisch selbständigen Gemeinden mit ausgewählten Merkmalen am 31.12.2018 (4. Quartal) (în germană), Statistisches Bundesamt[*], arhivat din original la 10 martie 2019, accesat în 10 martie 2019
2. ↑  GeoNames